# 82ª Squadriglia
La 82ª Squadriglia del Corpo Aeronautico era un reparto di volo italiano costituito nei tardi anni dieci e disciolto nel dicembre 1918.
La squadriglia, fu operativa durante la prima guerra mondiale.

## Storia

### Prima guerra mondiale
Il reparto nasce al Centro Formazione Squadriglie del Campo di aviazione di Arcade nel marzo 1917 e viene mobilitato l'11 aprile inquadrato nel X Gruppo dotato di 9 Nieuport 11.
Il 25 maggio la 1ª Sezione arriva sul campo volo di Santa Caterina di Pasian di Prato con 7 Nieuport al comando del tenente Giorgio Pessi, dal 9 giugno del tenente Antonio Fochessati, dal 2 luglio dal capitano Pietro Cavadini ed il 7 settembre Fochessati riprende il comando interinale.
Il 26 maggio il Sergente Gaetano Aliperta sostenne il suo primo combattimento aereo, e il 28 luglio conseguì la sua prima vittoria abbattendo un velivolo nemico che cercava di attaccare un bombardiere Caproni rimasto isolato dal gruppo nei pressi di Aidussina. Mentre lui fuggiva vanamente inseguito da due caccia nemici, atterrando poi a Borgnano, l'aereo nemico (matricola KD 28.57), che toccò terra gravemente danneggiato vicino al campo di Aidussina, era ai comandi dell'asso Godwin Brumowski che rimase illeso. Per questo fatto fu decorato con una seconda Medaglia d'argento al valor militare.
Il 1º ottobre Aliperta impegnò combattimento contro due aerei nemici sul cielo del Monte Korada, rimanendo gravemente ferito quando il secondo caccia, mentre egli inseguiva il primo, riuscì a mettersi dietro il suo aereo crivellandolo di colpi. Colpito da due pallottole esplosive, riuscì a scendere in vite toccando terra con le ultime forze rimastegli a Oleis, venendo subito ricoverato all'ospedale di Premariacco
Nell'ambito della Battaglia di Caporetto il 25 ottobre Fochessati con il maggiore Pier Ruggero Piccio su SPAD S.VII abbattono un caccia che precipita tra San Leonardo (Italia) ed il Santuario della Beata Vergine di Castelmonte, il 28 la squadriglia ripiega a Pordenone con 8 Ni 11 ed un Nieuport 17 ed il 5 novembre ad Arcade.
Il 6 novembre il sergente Alessandro Contardini su Hanriot HD.1 abbatte con solo 8 colpi un biplano che precipita vicino a Mortegliano ed il 10 novembre il reparto si sposta all'aeroporto di Istrana dove arrivano a rinforzo altri Hanriot per i 12 piloti tra cui i tenenti Flaminio Avet e  Giovanni Pirelli (figlio di Giovanni Battista, fondatore dell'impresa omonima) ed il sottotenente Alessandro Resch.
Il 29 novembre il soldato Clemente Panero abbatte un caccia vicino a Fontanelle.
Nel 1917 la squadriglia ha effettuato 889 voli di guerra e 47 combattimenti.
Il 1º gennaio 1918 Panero su Hanriot rivendica un caccia in Val Gamarara di Lusiana ed il 9 gennaio la squadriglia si sposta al campo di aviazione di San Pietro in Gu.
Il 29 gennaio il comando passa al maggiore Ferruccio Coppini, il 14 marzo il reparto torna ad Istrana ed il 21 maggio si sposta al campo di aviazione di Gazzo.
Il 1º giugno la squadriglia dispone di 17 piloti tra cui il sottotenente Arturo Ferrarin che nel 1920 sarà protagonista del Raid Roma-Tokyo e 16 Hanriot, il 5 giugno entra nella Massa da Caccia fino al 20 luglio.
Il 29 luglio il tenente Renato Rossetti interviene su un Albatros D.III che si avvita senza controllo vicino a Mansuè ed il tenente Alberto Comandone rivendica un caccia vicino al Lago di Santa Croce.
Alla fine di settembre arrivano 4 SPAD ed il 23 il reparto torna nella Massa da Caccia ed il 29 ottobre Comandone abbatte un Albatros D.V vicino a Vittorio Veneto.
Il 4 novembre la squadriglia dispone di 21 piloti tra cui il capitano Carlo Tosi ed il sergente maggiore Romeo Sartori (futuro collaudatore per la Macchi), 15 Hanriot, 6 SPAD ed un Ansaldo A.1.
In dicembre il comandante interinale è il capitano Ermanno Bertolini e nello stesso mese la squadriglia viene sciolta.

### La Regia Aeronautica
Al 25 dicembre 1925 era nel 13º Gruppo caccia del 2º Stormo che usava gli SPAD S.XIII e Fiat C.R.1 all'aeroporto di Venaria Reale.
Il 19 novembre 1929 il Gruppo va a Mirafiori (campo di volo) e nel giugno del 1934 inizia il transito dai Fiat C.R.20bis sui Fiat C.R.30.
Il 27 maggio 1936 è all'Aeroporto di Benina. Nel 1938 allo Stormo arrivano i Breda Ba.65 da assalto e nella primavera del 1939 i Fiat C.R.32 al posto dei Breda 65. Il 9 agosto 1939 il Gruppo va a Castel Benito nell'Aeroporto di Tripoli. Nel 1940, quando venne mobilitata la squadriglia con 8 C.R.32 rimaneva a Castel Benito nel XIII Gruppo.

### Seconda guerra mondiale
A metà giugno 1940 l'unità era stata trasferita sul campo T2 dell'Aeroporto di Tobruch.